# 栗原市議会
栗原市議会（くりはらしぎかい）は、宮城県栗原市の地方議会である。

## 概要
- 定数：21人
- 任期：4年。議会解散が実施されれば任期満了前であっても議員任期は終了する。
- 前回選挙：2025年（令和7年）4月27日投開票[1]

- 選挙区：市全体を1選挙区とする大選挙区制（単記非移譲式）
- 所在地：宮城県栗原市築館薬師一丁目7番1号
- 主な役割：審議、議決、一般質問、代表質問、同意、市政のチェック、請願や陳情の審査、意見書の提出、調査研究、充て職、行政行事出席、行政視察等

### 委員会
- 議会運営委員会

#### 常任委員会
- 総務常任委員会
- 文教民生常任委員会
- 産業建設常任委員会

#### 特別委員会
- 議会報告会運営調査特別委員会
- 広報編集調査特別委員会
- 指定廃棄物の最終処分等に関する調査特別委員会

### 定例会
- 3月、6月、9月、12月

### 事務局
- 議会事務局

## 党派
- 無所属17人
- 公明党1人
- 日本共産党2人
- 立憲民主党1人

（令和7年5月8日現在）

## 議員報酬等
| 役職   | 議員報酬        | 政務活動費     |
| ------ | --------------- | -------------- |
| 議長   | 月額 49万7000円 | 月額 2万5000円 |
| 副議長 | 月額 43万0000円 | 月額 2万5000円 |
| 議員   | 月額 40万1000円 | 月額 2万5000円 |

- 別途、年2回期末手当あり
- 政務活動費の残金は市に返還する義務がある
- 議員年金は2011年（平成23年）6月1日で廃止されている